# Triangle de Hess
El triangle de Hess és un mosaic de rajoles triangulars situat en una vorera del barri de West Village de la ciutat de Nova York, a la cantonada de la Setena Avinguda i Christopher Street. La placa diu "Propietat de la finca Hess que mai s'ha dedicat a finalitats públiques". La placa és un triangle isòsceles, amb 25 1⁄2-polzada (65 cm) de base i 27 1⁄2-polzada (70 cm) a les vores (costats).

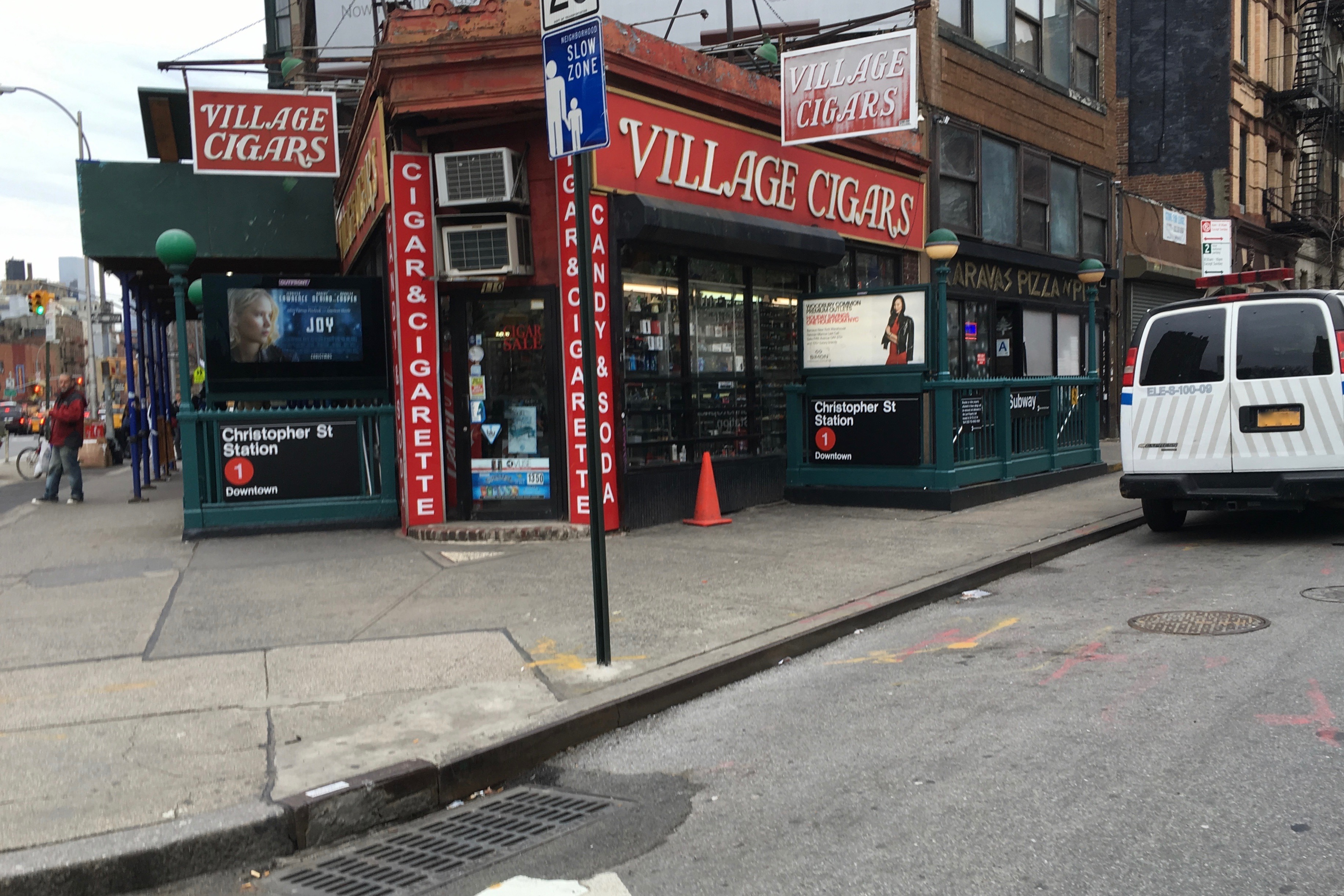
Ubicació del triangle, fora de la botiga Village Cigars i de l' estació de Christopher Street–Sheridan Square del metro de Nova York. El triangle es pot veure a la vorera cap al costat esquerre de la foto.

La placa és el resultat d'una disputa entre el govern de la ciutat i la finca de David Hess, un propietari de Filadèlfia propietari dels Voorhis, un edifici d'apartaments de cinc pisos. A principis dels anys 1910, la ciutat va reclamar un domini eminent per expropiar i enderrocar 253 edificis de la zona per tal d'eixamplar la Setena Avinguda i ampliar el metro de l'IRT. El 1913, la família Hess havia esgotat totes les opcions legals. No obstant això, segons va escriure Ross Duff Wyttock al Hartford Courant el 1928, els hereus de Hess van descobrir que quan la ciutat es va apoderar dels Voorhis, l'estudi del terreny havia oblidat un petit racó de la parcel·la 55 i van establir un avís de possessió. La ciutat va demanar a la família que donés la petita propietat al públic, però van optar per aguantar i van instal·lar el mosaic actual i desafiant el 27 de juliol de 1922.
El 1938, la propietat, que es va informar que era la parcel·la més petita de la ciutat de Nova York, es va vendre a la botiga adjacent Village Cigars (United Cigars en aquell moment) per 100 dòlars EUA (equivalent a 2.079 dòlars el 2022). Més tard, la Universitat de Yeshiva va passar a ser la propietària de la propietat, inclòs el Triangle de Hess, i l'octubre de 1995 va ser venuda per Yeshiva a 70 Christopher Realty Corporation. Els propietaris posteriors han deixat la placa intacta.